# 中魁北克区
中魁北克区（法語：Centre-du-Québec）：1997年7月30日正式设立。位于魁北克省中南部莫西西地区南部，与三河市隔聖勞倫斯河相对。该地区又被称作“魁北克面包篮”或“波瓦弗朗”（Bois-Francs），出产各种谷物，蔬菜，水果，奶制品以及硬木木材。面积7332平方公里，人口22.6856万（2005年），下辖5个县，2个印第安保留區，总计89个城镇。
區內主要城市包括德拉蒙市（Drummondville）、維多利亞市（Victoriaville），以及比根哥（Bécancour）。